# Hipposideros fulvus
Hipposideros fulvus is een zoogdier uit de familie van de bladneusvleermuizen van de Oude Wereld (Hipposideridae). De wetenschappelijke naam van de soort werd voor het eerst geldig gepubliceerd door Gray in 1838.

## Voorkomen
De soort komt voor in Afghanistan, India, Sri Lanka en van Pakistan tot Vietnam.